# Кубинская национальная серия
Кубинская национальная серия (англ. Cuban National Series, исп. Serie Nacional de Béisbol) — профессиональная бейсбольная лига, высший дивизион системы бейсбольных соревнований на Кубе. Основана в 1961 году после революции и прекращения деятельности Кубинской лиги, которая сотрудничала с американской Главной лигой бейсбола.
В состав лиги входит шестнадцать команд, представляющих все провинции страны. Победитель соревнований представляет Кубу в Карибской серии — турнире среди чемпионов стран Латинской Америки.
Действующим чемпионом является клуб «Лас-Тунас Леньядорес». Самой титулованной командой лиги является «Индустриалес Леонес», представляющий Гавану.

## История
Кубинская национальная серия была основана в 1961 году. До этого на острове функционировала Кубинская лига, в состав которой входило всего четыре команды. Лига сотрудничала с МЛБ, игроки которой приезжали в кубинские команды во время межсезонья. После прихода к власти Фиделя Кастро дипломатические отношения между США и Кубой были разорваны. Лучшие кубинские бейсболисты перестали уезжать в американские лиги. На острове была создана новая система соревнований, способствовавшая росту популярности игры, прогрессу местных игроков и дальнейшему доминированию национальной сборной в международных турнирах. В первом сезоне принимало участие четыре клуба, большинство игр турнира состоялось в Гаване. До 1970-х годов, когда был сделан акцент на успех сборной в международных турнирах, кубинские игроки имели статус любителей и не получали вознаграждение за свои выступления.
Команды новой лиги создавались по географическому принципу, чтобы представлять в турнире каждую из провинций страны. Все клубы являются государственными и управляются Национальным институтом спорта, образования и туризма. Переходы игроков между командами не осуществляются, все спортсмены, как правило, представляют свои родные провинции. Кроме основных соревнований, в разное время проводились дополнительные турниры. В период с 1975 по 1995 год летом разыгрывался чемпионат Выборочной серии, в которой участвовали сборные всех звёзд восьми регионов страны. С 2002 по 2005 год летом проводился турнир Суперлиги с участием четырёх или пяти клубов. В 1990-х года дважды был разыгран Кубок революции. Во всех случаях, искусственно созданные команды, игравшие в самое жаркое и влажное время года, не пользовались популярностью среди болельщиков.
В 1966 году лига была расширена до шести команд, а ещё через два года до двенадцати. Все провинции острова представлены в соревнованиях с 1970-х годов. Начиная с сезона 1985/86 победитель соревнований определяется в играх плей-офф. Из-за изменения числа команд, структура проведения соревнований неоднократно изменялась. С 2012 года разделение на лиги и дивизионы отсутствует. С 2013 года чемпионат проводится в два этапа, по итогам которых определяются четыре участника игр плей-офф.
В 1970-х годах лига перенесла скандал, связанный с договорными матчами. По масштабам он существенно уступал махинациям во время Мировой серии 1919 года и коррупции в Тайваньской лиге в конце 1990-х годов, но ряд игроков «Индустриалес» были дисквалифицированы пожизненно.
В начале XXI века участились случаи бегства кубинских спортсменов в США. Толчком к росту их числа стал контракт на сумму 30 млн долларов, подписанный питчером Аролдисом Чапманом с клубом «Цинциннати Редс». В 2014 и 2015 годах с Кубы нелегально уехало около ста пятидесяти бейсболистов. В апреле 2019 года решением администрации президента США Дональда Трампа было отменено соглашение между МЛБ и Федерацией бейсбола Кубы, по которому игроки с острова могли легально переходить в американские команды.

## Клубы
| Клуб                        | Город                 | Стадион                   | Вместимость |
| --------------------------- | --------------------- | ------------------------- | ----------- |
| Артемиса Касадорес          | Артемиса              | «Эстадио 26 де Хулио»     | 6 000       |
| Вилья-Клара Асукарерос      | Санта-Клара           | «Аугусто Сесар Сандино»   | 20 000      |
| Гранма Аласанес             | Баямо                 | «Мартирес де Барбадос»    | 15 000      |
| Гуантанамо Индиос           | Гуантанамо            | «Нгуен Ван Чой»           | 14 000      |
| Индустриалес Леонес         | Гавана                | «Эстадио Латиноамерикано» | 55 000      |
| Исла-де-ла-Хувентуд Пиратас | Нуэва-Херона          | «Кристобаль Лабра»        | 5 000       |
| Камагуэй Торос              | Камагуэй              | «Кандидо Гонсалес»        | 15 000      |
| Лас-Тунас Леньядорес        | Лас-Тунас             | «Хулио Антонио Мелья»     | 13 000      |
| Матансас Кокодрилос         | Матансас              | «Виктория де Хирон»       | 30 000      |
| Маябеке Ураканес            | Сан-Хосе-де-лас-Лахас | «Нельсон Фернандес»       | 3 000       |
| Ольгин Кочоррос             | Ольгин                | «Каликсто Гарсия»         | 30 000      |
| Пинар-дель-Рио Вегуэрос     | Пинар-дель-Рио        | «Капитан Сан-Луис»        | 15 000      |
| Санкти-Спиритус Галлос      | Санкти-Спиритус       | «Хосе Антонио Уэльга»     | 15 000      |
| Сантьяго-де-Куба Ависпас    | Сантьяго-де-Куба      | «Гильермон Монкада»       | 20 000      |
| Сьего-де-Авила Тигрес       | Сьего-де-Авила        | «Хосе Рамон Сеперо»       | 13 000      |
| Сьенфуэгос Элефантес        | Сьенфуэгос            | «Эстадио 5 де Септьембре» | 30 000      |

## Победители
| Команда          | Чемпион | Победные сезоны                                                        |
| ---------------- | ------- | ---------------------------------------------------------------------- |
| Индустриалес     | 12      | 1963, 1964, 1965, 1966, 1973, 1986, 1992, 1996, 2003, 2004, 2006, 2010 |
| Сантьяго-де-Куба | 8       | 1980, 1998, 1999, 2000, 2001, 2005, 2007, 2008                         |
| Вегуэрос         | 6       | 1978, 1981, 1982, 1985, 1987, 1988                                     |
| Вилья-Клара      | 5       | 1983, 1993, 1994, 1995, 2013                                           |
| Пинар-дель-Рио   | 4       | 1997, 1998, 2011, 2014                                                 |
| Лас-Вильяс       | 3       | 1969, 1971, 1972                                                       |
| Энекенерос       | 3       | 1970, 1990, 1991                                                       |
| Сьего-де-Авила   | 3       | 2012, 2015, 2016                                                       |
| Марронес         | 2       | 1968, 1974                                                             |
| Ситрикульторес   | 2       | 1977, 1984                                                             |
| Гранма           | 2       | 2017, 2018                                                             |
| Оксиденте        | 1       | 1962                                                                   |
| Ориенталес       | 1       | 1967                                                                   |
| Агрикульторес    | 1       | 1975                                                                   |
| Камагуэй         | 1       | 1976                                                                   |
| Санкти-Спиритус  | 1       | 1979                                                                   |
| Ольгин           | 1       | 2002                                                                   |
| Вакерос          | 1       | 2009                                                                   |
| Лас-Тунас        | 1       | 2019                                                                   |

## Рекордсмены лиги
| # | Игрок             | Команда             | Показатель |
| - | ----------------- | ------------------- | ---------- |
| 1 | Омар Линарес      | Пинар-дель-Рио      | 36,8       |
| 2 | Османи Уррутия    | Лас-Тунас           | 36,6       |
| 3 | Мичел Энрикес     | Исла-де-ла-Хувентуд | 36,5       |
| 4 | Альфредо Деспанье | Гранма              | 34,6       |
| 5 | Йоандри Урхельес  | Индустриалес        | 34,1       |

| # | Игрок            | Команда          | Показатель |
| - | ---------------- | ---------------- | ---------- |
| 1 | Орестес Кинделан | Сантьяго-де-Куба | 487        |
| 2 | Ласаро Хунко     | Матансас         | 405        |
| 3 | Омар Линарес     | Пинар-дель-Рио   | 404        |
| 4 | Антонио Муньос   | Лас-Вильяс       | 370        |
| 5 | Ромелио Мартинес | Марронес         | 370        |

| # | Игрок            | Команда          | Показатель |
| - | ---------------- | ---------------- | ---------- |
| 1 | Орестес Кинделан | Сантьяго-де-Куба | 1 511      |
| 2 | Антонио Муньос   | Лас-Вильяс       | 1 407      |
| 3 | Антонио Пачеко   | Сантьяго-де-Куба | 1 304      |
| 4 | Фернандо Санчес  | Матансас         | 1 223      |
| 5 | Омар Линарес     | Пинар-дель-Рио   | 1 221      |

| # | Игрок           | Команда          | Показатель |
| - | --------------- | ---------------- | ---------- |
| 1 | Антонио Пачеко  | Сантьяго-де-Куба | 2 356      |
| 2 | Фернандо Санчес | Матансас         | 2 215      |
| 3 | Энрике Диас     | Индустриалес     | 2 205      |
| 4 | Омар Линарес    | Пинар-дель-Рио   | 2 195      |
| 5 | Луис Уласия     | Камагуэй         | 2 183      |

* Данные по состоянию на 21 мая 2019